# Günther Greindl
Günther Greindl (* 18. März 1939 in Ried im Traunkreis) ist ein ehemaliger Berufsoffizier des österreichischen Bundesheeres mit dem letzten Dienstgrad General. Er war an verschiedenen UN-Missionen in leitender Stellung für die österreichische Abordnung und auch in militärnahen diplomatischen Verwendungen tätig.

## Militärische Karriere
Greindl begann seine militärische Laufbahn nach der Matura 1957 mit dem Grundwehrdienst beim Tiroler Feldbataillon in Kufstein. Von 1958 bis 1961 besuchte er die Theresianische Militärakademie in Wiener Neustadt. Fünf Jahre später absolvierte Greindl von 1966 bis 1969 an der Landesverteidigungsakademie in Wien einen Generalstabskurs. Neben seiner Offizierskarriere studierte er an der Technischen Universität Wien die Fachrichtung Raumplanung und schloss dieses Studium als Diplom-Ingenieur ab.
Nachdem er bereits bis 1965 in unterschiedlichen Positionen beim Bundesheer eingesetzt war, übernahm Greindl ab 1969 als Kommandant ein Panzerbataillon. Im Juli 1977 wurde er erstmals zu einem UN-Einsatz abkommandiert und befehligte bis September 1978 das österreichische UN-Kontingent auf Zypern. Anschließend war er bis April 1979 stellvertretender Generalstabschef im Verteidigungsministerium. Es folgte ein weiterer UN-Einsatz als Chef der Beobachtertruppe UNDOF (UNDOF Ausbatt) auf den Golanhöhen an der Grenze zwischen Israel und Syrien. 
Danach war er von 1981 bis 1989 Befehlshaber der UN-Friedenstruppen und Kommandant der Kontrolltruppe UNFICYP auf Zypern. 
Nach Beendigung dieser Tätigkeit als UN-Force-Commander wurde Greindl 1989 als österreichischer Verteidigungsattaché in die Schweiz entsandt. Im April 1991 wurde er erneut mit einer Mission der Vereinten Nationen betraut und zum Chief Military Observer der United Nations Iraq-Kuwait Observation Mission (UNIKOM) ernannt. Nach seiner Rückkehr wurde er zum Leiter der Generalstabsgruppe für Militärpolitik und Sicherheitskooperation bestellt, eine Funktion, die er bis 2000 innehatte. 
Von 1992 bis 2002 war Greindl zudem Vorsitzender des UN-Projektes „The Use of Military and Civil Defence Assets in Disaster Relief“ (MCDA) und Co-Vorsitzender einer UN-Konferenz in Oslo, in der Leitlinien für die Verwendung militärische Kräfte in der Internationalen Katastrophenhilfe (Oslo Guidelines) verabschiedet wurden.
Vom Oktober 1993 bis April 1994 war er Sonderbeauftragter des UN-Generalsekretärs in der United Nations Protection Force in the former Yugoslavia (UNPROFOR). Im August 2000 wurde er zum ersten österreichischen Militärrepräsentanten bei der EU, bei der NATO und zum Militärdelegierten bei der WEU in Brüssel bestellt.
2002 wurde Günther Greindl vor seiner Pensionierung im gleichen Jahr noch zum General befördert. Greindl ist Gründungspräsident der Vereinigung Österreichischer Peacekeeper und Vizepräsident von Eurodefense Austria. 2013 wurde ihm der Egon Ranshofen-Wertheimer Preis verliehen.

### Auslandseinsätze
- Juli 1977 bis September 1978 als österreichischer Kontingentskommandant im Rahmen UNFICYP auf Zypern
- 22. April 1979 bis 25. Mai 1981 zuerst als Stabschef[1], später als Kommandeur (Force Commander) der UNDOF Mission[2]
- März 1981 bis 10. April 1989 als Kommandeur (Force Commander) der UNFICYP Mission[2]
- April 1991 bis April 1992 als Kommandeur (Chief Observer) der UNIKOM Mission[2]

## Privates
Greindl ist verheiratet und Vater von drei Söhnen.

## Auszeichnungen
- 1987: Großes Ehrenzeichen für Verdienste um die Republik Österreich[3]